# Partido Popular Democrático
Popular Democratic Party  (PDP) (spanisch: Partido Popular Democrático  (PPD), deutsch etwa „Demokratische Volkspartei“) ist eine puerto-ricanische Partei.
Die PPD setzt sich für die Aufrechterhaltung des Status von Puerto Rico als exterritorialem Gebiet der USA ein und möchte eine stärkere Selbstverwaltung erreichen. Die Partei wurde am 22. Juli 1938 von ehemaligen Mitgliedern der Puerto Rican Liberal Party und der Unionist Party gegründet. Die Gründer beschrieben die Partei als mitte-links. Inzwischen sieht sie sich selbst als zentristische Partei. Sie wurde zunächst von Luis Muñoz Marín, dem ersten demokratisch gewählten Gouverneur, geführt und gilt vielen Bürgern als Wegbereiter des modernen Puerto Rico.
Weitere von der PPD gestellte Gouverneure waren Roberto Sánchez Vilella, Rafael Hernández Colón, Sila María Calderón, Aníbal Acevedo Vilá und Alejandro García Padilla.

## Belege
1. ↑  Archivierte Kopie (Memento des Originals vom 15. März 2016 im Internet Archive)  Info: Der Archivlink wurde automatisch eingesetzt und noch nicht geprüft. Bitte prüfe Original- und Archivlink gemäß Anleitung und entferne dann diesen Hinweis.